# Peregrinación de los tres pueblos
La peregrinación de los tres pueblos es una caminata católica tradicional de las localidades de San Cosme (Argentina), Santa Ana de los Guácaras y Paso de la Patria hacia la localidad de Itatí (Argentina), llevada a cabo desde el año 1900. En ella, peregrinos de las tres localidades van caminando hacia Itatí, mediante la Ruta 12 . Van con el motivo de acompañar a celebrar el aniversario de la proclamación de la Virgen de Itatí como patrona y protectora de la provincia de Corrientes, que se celebra el día 23.

## Historia
En 1900 se produjo en la Iglesia de la Cruz de los Milagros en Corrientes, el acto de Coronación Pontificia de la Virgen de Itatí con la participación de diversas comunidades que llegaron hasta el lugar para ser partícipes de la ceremonia con sus santos patronos a cuestas. A partir del año siguiente cuatro localidades (San Luis del Palmar, Santa Ana, San Cosme y Paso de la Patria, entre acompañamientos de parajes cercanos), caminaron por varios años hasta Itatí para recordar y celebrar año a año este acontecimiento. En la década del 60, luego de una peregrinación, dos familias de San Cosme y San Luis del Palmar se enfrentaron a un costado de la Basílica de Itatí, donde dos personas perdieron la vida por controversias políticas. En aquellos años el en ese entonces el primer arzobispo de Corrientes Francisco Vicentín, ordenó que se dividiera esta peregrinación luego del enfrentamiento, ya que las familias enfrentadas tenían por entonces "diferencias políticas", según comentarios del padre Epifanio Barrios, ex párroco de Santa Ana y actual de San Luis del Palmar, en contacto con Noticias Itateñas, un medio de comunicación popular de la ciudad de Itatí. Debido a estos sucesos, esta peregrinación se separó, por un lado la que encabeza "San Luisito", que todos los años parte cada 13 de julio hacia Itatí para conmemorar la Coronación Pontificia de la Virgen, mientras que las comunidades de Santa Ana, Paso de la Patria y San Cosme se congregan para celebrar el 23 de abril la proclamación de la Virgen de Itatí como Patrona y Protectora de la Diócesis de Corrientes. En algunas ocasiones, al coincidir la fecha con la Semana Santa, se suele posponer la manifestación para dar inicio el 25 de abril.

## Desarrollo
Santa Ana empieza la peregrinación el 20 a la mañana (en el caso de la peregrinación de 2019), iniciando el recorrido un día antes que Paso de la Patria y San Cosme (arrancan al día siguiente), debido a la lejanía que lleva esta localidad con la ciudad anfitriona.  El mismo día, Paso de la Patria sale a la tarde de ese mismo día para seguir hasta San Cosme, lugar donde se quedan para pasar la noche y posteriormente salir al día siguiente junto a la comisión de San Cosme, peregrinando juntos a partir de este punto del trayecto. Por su parte, los peregrinos de Santa Ana descansan la noche del 20 en el "Paradero del peregrino" ubicado en medio de la ruta 12. Al día siguiente a la mañana las 3 comunidades se reúnen en la salida del Paradero, lugar a partir del cual las 3 comunidades empiezan a peregrinar juntas hasta llegar a destino. Todos los años se diseña un operativo de seguridad especial para la peregrinación, asegurando así la protección de los feligreses y organización con el tráfico habitual de la Ruta 12.

- Datos: Q65164718